# H+: Цифровой сериал
H+: Цифровой сериал — американский научно-фантастический веб-сериал от продюсера Брайана Сингера и сценаристов Джона Кабрера и Козимо де Томмазо. Премьера первых двух эпизодов сериала, который затрагивает проблему трансгуманизма, состоялась 8 августа 2012 года на YouTube. Каждую неделю по средам выходили два новых эпизода вплоть до финала сезона на 16 января 2013 года. Второй сезон в настоящее время находится в производстве.

## Производство
Работа над сериалом началась в 2006 году. Съемки проходили в 2011 году в Сантьяго, Чили, в 54 разных локациях и продолжались 29 дней. В том же году сериал был анонсирован на фестивале San Diego Comic-Con International.
По мере появления новых эпизодов на канале Youtube, на официальном веб-сайте сериала появлялся дополнительный контент, который содержал изображения, текст или видео, расширяющие вселенную сериала.

## Сюжет
Сериал описывает будущее, в котором одна треть населения мира имеет имплантированный компьютер, который называется H+, подключающий человеческий разум к Интернету 24 часа в сутки. Имплантат был создан компанией «Hplus Nano Teoranta», ирландской биотехнологической корпорацией, основанной с целью улучшения медицинского обслуживания с помощью технологий. История начинается с появления компьютерного вируса, заражающего имплантаты H+. Эпизоды переносят зрителей назад и вперед во времени, представляя взгляд на судьбоносные для героев события с точки зрения различных персонажей.